# タケジロウ・ヒガ
タケジロウ・ヒガ（Takejiro Higa、日本名：比嘉 武二郎、1923年7月22日 - 2017年10月7日）は、アメリカ陸軍情報部（以下、MISと略）の言語学兵。ハワイ移民2世で、アメリカ合衆国ハワイ州ワイパフ出身。

## 経歴
両親は沖縄県からハワイへ移民した日本人夫婦。生まれはハワイだが、2歳から少年期までを両親の出身地である沖縄本島の旧中城村（後の北中城村）島袋で過ごした。日中戦争開戦後に義勇兵の募集が開始されると、これに強く反発。1936年にハワイへ戻り、オアフ島ホノルルの姉夫婦のもとに身を寄せた。
しかし真珠湾攻撃後、アメリカ軍でもハワイの日系2世兵募集が開始され、日系人への風当たりが強かったこともあり、苦悩の末に兵に志願。MISの語学兵として日本軍の資料の翻訳、捕虜の尋問にあたった。太平洋戦争末期の沖縄戦（1945年）では、沖縄育ちの上に日本語にも強いことから、情報部隊の一員として同行を命じられ、沖縄の情報をアメリカ軍に提供する任務を負った。こうしてヒガは生まれ育った国を、それも沖縄を敵に回さざるを得なくなった。
沖縄上陸後は島内の壕を回り、壕に避難している県民たちに沖縄方言で投降を飛びかけ、県民たちの命を救った。尋問を命じられた捕虜たちの中には、小学校時代の恩師や同級生たちの姿もあった。同年のアメリカ合衆国による沖縄統治まで沖縄に滞在したが、その間、沖縄方言をはじめとする言葉のみを自分の武器と信じ、県民たちに対して決して銃を放つことはなく、投降を呼びかけ続けた。
ヒガたちのこうした活躍は決してすべての沖縄県民を救ったわけではなく、彼らの言葉を信じずに命を落とした県民も多く、戦火の犠牲となった県民は10万人以上にも昇ると見られている。とはいえ、MISの日系兵の存在がなければ犠牲者の数はそれ以上と見られていることも確かである。しかしながらMISの存在は情報工作などの性格上から極秘扱いされ、1970年代まで明るみに出ることはなかった。
終戦後は帰米し、1964年に除隊。ハワイ大学を経て、大学を経て内国歳入庁に勤務した後、1990年以降はホノルルで引退生活に入った。1995年、沖縄慰霊祭のために来沖。かつて彼の呼びかけで投降した女性と再会し「ようやく命を助けてくれたと思えるようになった」「おかげさまで私は生まれました」との言葉を受け取った。2006年には日系2世兵たちに対し、沖縄県民を救出したとの感謝状贈呈式がハワイ沖縄センターで行われ、沖縄知事の稲嶺惠一から感謝状を手渡された。2010年（平成22年）にはNNN系列のドキュメンタリー深夜番組『NNNドキュメント』でヒガを取り上げた「いじてぃめんそーれ 故郷へ進軍した日系米兵」が、全日本テレビ番組製作社連盟の第28回ATP賞テレビグランプリで新人賞を受賞した。
その後も何度も来沖しており、2011年には宜野湾市の民間教育施設アメラジアンスクール・イン・オキナワで戦争体験を語る課外授業を開催した。2013年には沖縄県平和祈念資料館での沖縄戦シンポジウム参加のために来沖し、母校の北中城村立北中城小学校（旧喜舎場国民学校）、南風原町の沖縄県立開邦高等学校など、島内各地で平和への思いを語っていた。
ハワイ時間2017年10月7日、ホノルル市内の病院で急性肺炎のため、満94歳で死去した。